# هدر فردریکسن
هدر فردریکسن (به انگلیسی: Heather Frederiksen) (زادهٔ ۳۰ دسامبر ۱۹۸۵) شناگر اهل بریتانیا است.